# موش خرگوشی
موش خرگوشی (نام علمی: Reithrodon auritus) نام یک گونه از زیرخانواده سینی‌دندانیان است.